# Fotografens villa

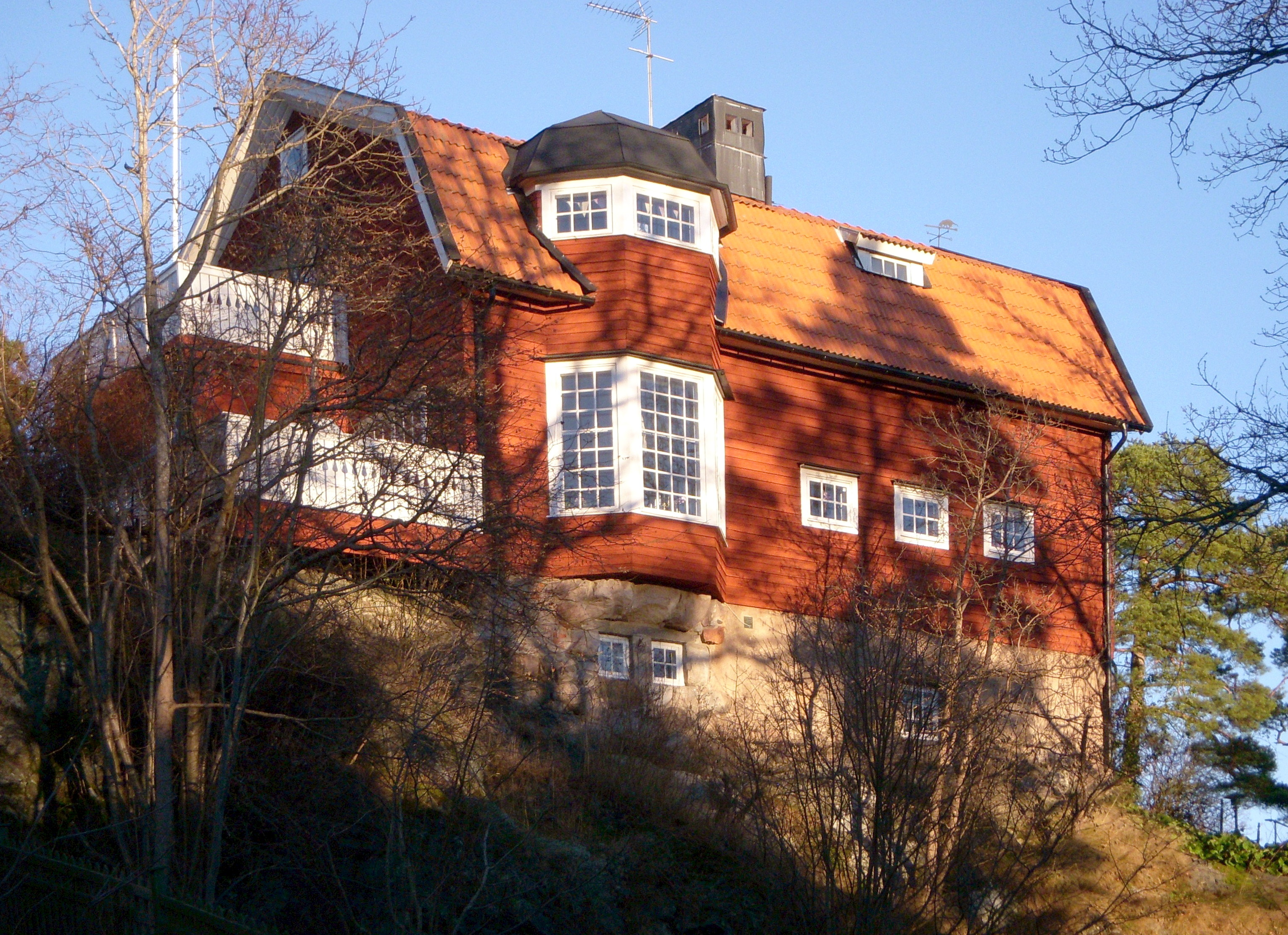
Fotografens villa, fasad mot syd, 2015.

Fotografens villa kallas en privatvilla vid nuvarande Vikvägen (tidigare Källvägen) i Saltsjöbaden. Namnet härrör från hovfotografen Herman Hamnqvist som 1905 lät rita denna villa av arkitekt Carl Westman, en ofta anlitad arkitekt i Saltsjöbaden. Enligt kulturhistorikern Bertil Palm är fotografens villa ett tidigt exempel på "när 1890-talets sommarlätta villatyp får ge vika för det tunga vinterhuset".

## Beskrivning

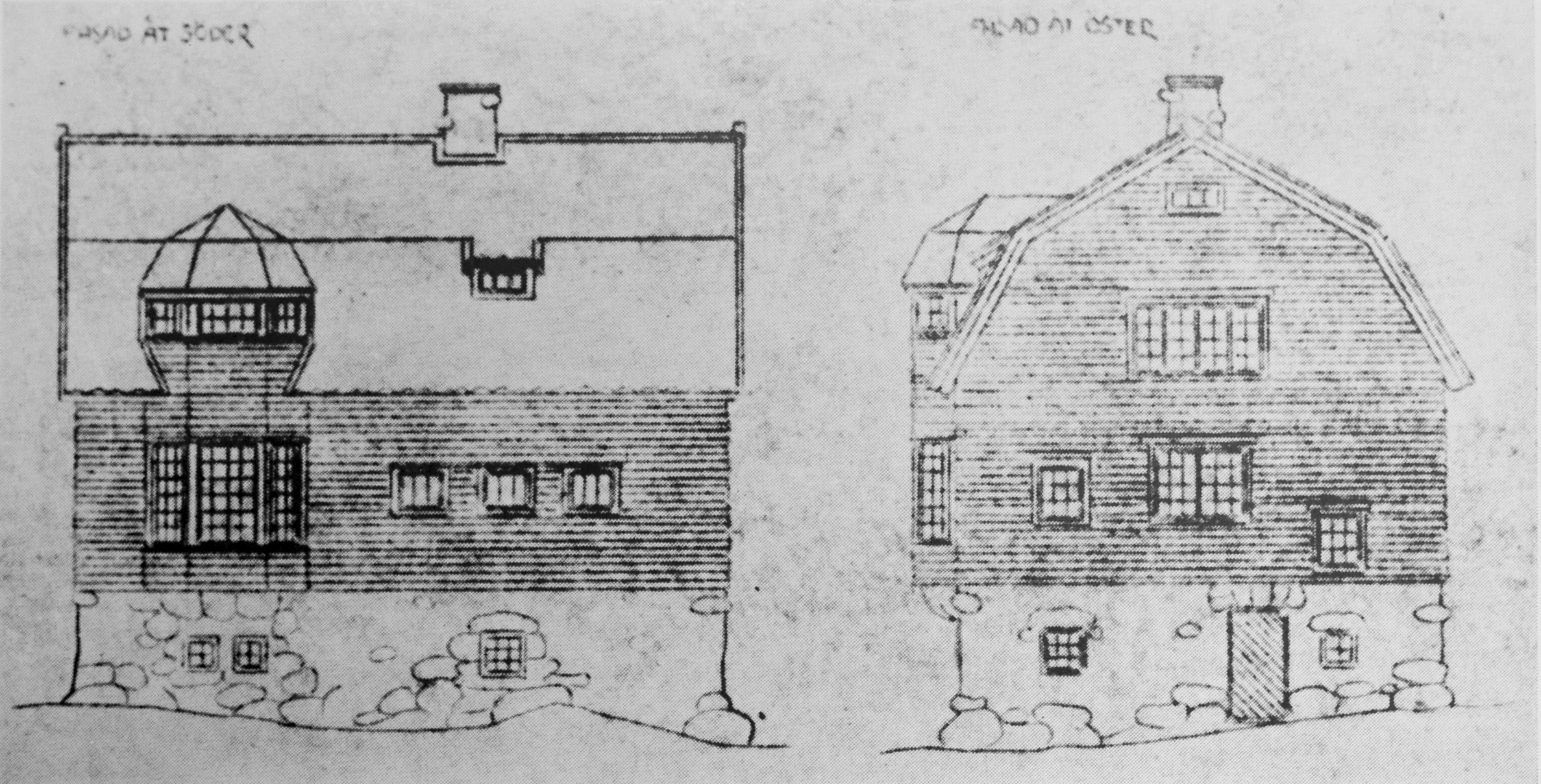
Fasader.

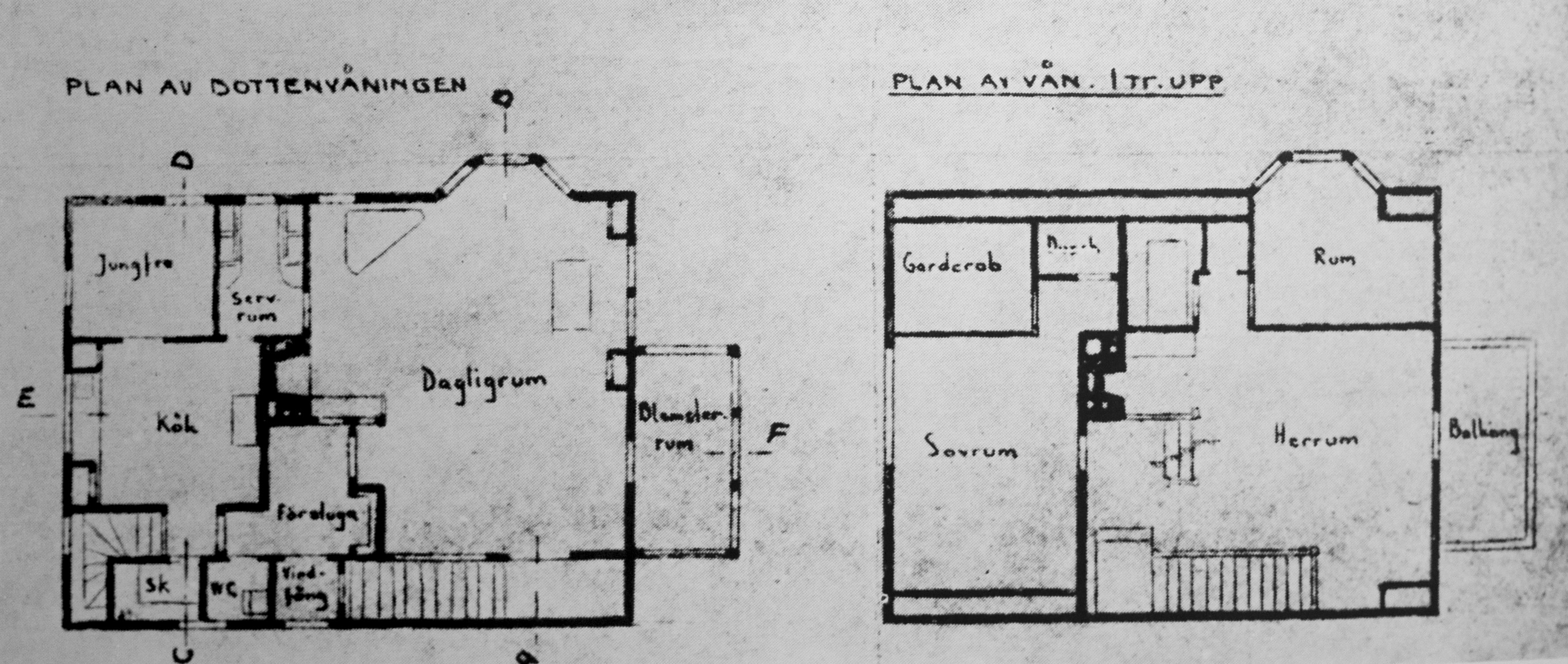
Planer.

Villan beställdes av hovfotografen Herman Hamnqvist som under några år bodde här och hade sin ateljé i huset. I motsats till närbelägna Pressens villa (numera riven), som öppnade sig mot naturen, är Fotografens villa sluten och inåtvänd. Huset uppfördes 1905 högt uppe i en bergig terräng. 
Byggnaden är på 1½ våningar med källare och står på en rustik, putsad sockel ur vilken naturstenar sticker fram här och där. Fasaderna består av rödmålad, liggande träpanel, där snickerier i vit kulör sätter en kraftig accent. Enda utsmyckning på fasaden mot gatan (sydsidan) är ett högt burspråk som genombryter takfoten och fortsätter en bit in i yttertaket. Arrangemanget har sin förebild i engelsk arkitektur. Taket är ett brutet sadeltak med ett stort ateljéfönster mot norr. Entrén ligger på norrsidan, vars fasad är, bortsett från ett litet toalettfönster, helt sluten.
I våningsplanen har Westman övergett de öppna, flytande rumssambanden som var typiska för Pressens villa. Över halva våningsytan på bottenvåningen upptas av ett stort dagligrum i husets västra del. På västra fasaden placerade arkitekten även ett litet blomsterrum som kunde nås från dagligrummet och som täcks av en balkong. Mot öster anordnades entréhall med toalett, kök, serveringsrum och jungfrurum. I övervåningen låg fotografens ateljé i en kombinerad trapphall/herrum placerat i nordvästra hörnet av huset och med en dörr ut till balkongen. För övrigt fanns ett större och ett mindre sovrum på detta plan samt badrum och garderob. 
Huset hade från början centralvärme, vilket gav arkitekten större frihet i planlösningen. Efter att fotografen Herman Hamnqvist flyttat från huset omkring 1910 har det byggts om på 1930- och 1950-talen. 1957 genomfördes en större invändig ombyggnad och modernisering efter ritningar av arkitekt Ingrid Uddenberg. Beställare var läkarparet Birger och Karin Bringel och huset kallades Villa Bringel. Bland annat delades det stora dagligrummet och ateljén omändrades till flera sovrum. Exteriören rördes inte nämnvärd och är fortfarande mycket välbevarad.